# Ost-West-Pipeline
Die Ost-West-Pipeline (arabisch خط أنابيب النفط الخام بين الشرق والغرب, DMG Ḫaṭṭ Anābīb an-Nafṭ al-Ḫām baina š-Šarq wa-l-Ġarb) ist eine Pipeline für Erdöl in Saudi-Arabien, die vom Erdölfeld von Abqaiq im Osten des Landes durch die Arabische Halbinsel zum Hafen Yanbu im Westen führt. Sie ist 1200 km lang, hat einen Durchmesser von 120 cm und wurde 2012 eröffnet.
Sie wurde gebaut, um Öl von den großen Ölfeldern im Osten Saudi-Arabiens zum Roten Meer zu transportieren. Damit kann die Straße von Hormus umgangen und möglichen iranischen Bedrohungen ausgewichen werden.

## Drohnenangriff Mai 2019
Am 14. Mai 2019 wurden zwei Pumpstationen der Pipeline bei ad-Dawadimi und ʿAfif von Drohnen angegriffen. Das entstandene Feuer konnte bald gelöscht werden. Die Pipeline stellte vorübergehend ihren Betrieb ein. Am gleichen Tag wurde auch der Hafen in Yanbu von sieben Drohnen angegriffen.
Jemenitische Huthi-Rebellen übernahmen die Verantwortung für beide Angriffe.